# MOK Jedinstvo Brčko
MOK Jedinstvo Brčko – bośniacki męski klub siatkarski z miejscowości Brczko występujący w najwyższej klasie rozgrywek klubowych (Premijer liga).

## Sukcesy
Mistrzostwo Bośni i Hercegowiny:
- 1999
- 2005, 2011, 2013, 2014

Puchar Bośni i Hercegowiny:
- 2000, 2013